# Bildungssystem in St. Helena, Ascension und Tristan da Cunha
Die Bildung im Britischen Überseegebiet St. Helena, Ascension und Tristan da Cunha wird staatlich geregelt, organisiert und finanziert. Die drei gleichberechtigten Teilbereiche St. Helena, Ascension und Tristan da Cunha orientieren sich dabei eng am Schulsystem im Vereinigten Königreich. Die Schulbildung ist kostenlos.
Tertiäre Bildungseinrichtungen gibt es in dem Überseegebiet nicht.

## St. Helena

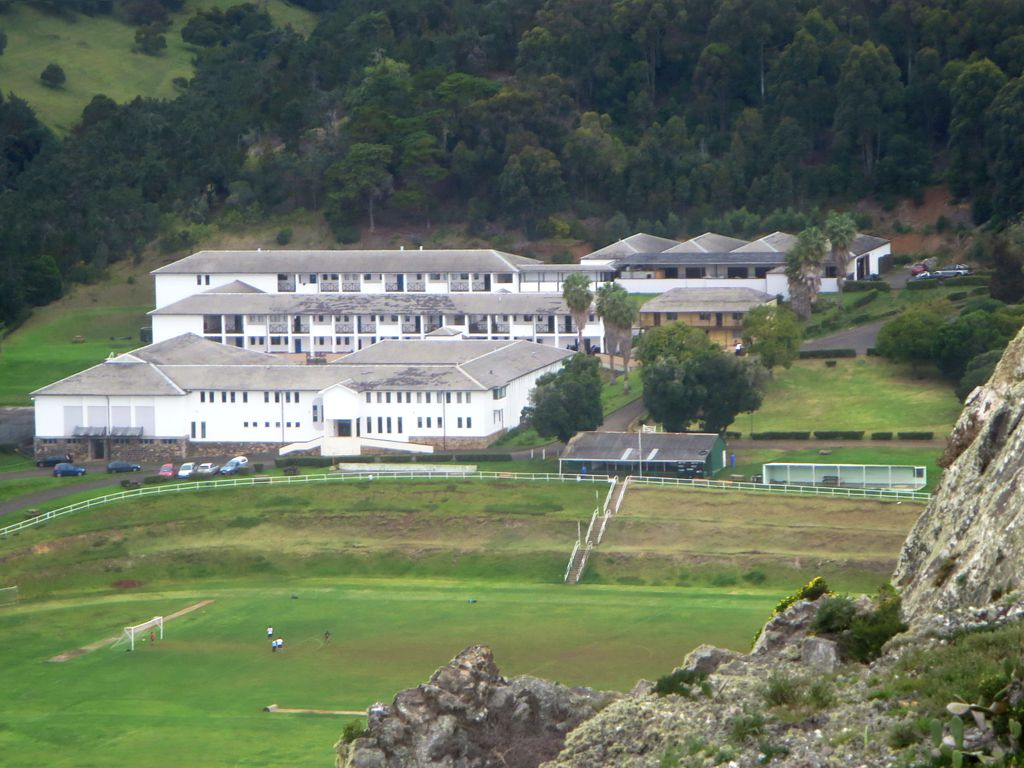
Prince Andrew

Auf St. Helena ist das Directorate of Education  (deutsch etwa Direktorat für Bildung) für das Bildungssystem zuständig. Ihm gehören 148 Angestellte an.
Die Grundbildung zwischen dem vierten und elften Lebensjahr wird in drei Grundschulen angeboten:
- Harford[2]
- Pilling[3]
- St Paul’s mit 240 Schülern (Stand 2014)[4]

Für die Sekundärbildung steht mit der Prince Andrew School eine Schule zur Verfügung.
Zudem werden Sonderprogramme für Schüler mit besonderen Bedürfnissen und die Erwachsenenbildung angeboten.
Auf St. Helena gibt es zudem mit SHAPE eine Einrichtung zur Ausbildung behinderter Menschen.
Seit September 2016 gibt es mit dem St Helena Community College eine Bildungseinrichtung für die Berufsbildung, den zweiten Bildungsweg und andere Fort- und Ausbildungen.

## Ascension
Auf Ascension gibt es mit der Two Boats School eine kombinierte Primar- und Sekundarschule. Neben dem kostenlosen Schulbesuch wird auch ab dem dritten Lebensjahr ein kostenloser Kindergarten angeboten. An der Two Boats School unterrichten 12 Lehrer.

## Tristan da Cunha
Auf der Hauptinsel Tristan da Cunha gibt es mit der Schule St Mary eine Bildungseinrichtung für die primäre und sekundäre Bildung. Durch einen Bildungsfonds wird die universitäre Ausbildung der Einwohner der Inselgruppe mitfinanziert. Der Bildungssektor auf der Insel wird von der Bildungsabteilung der Regierung überwacht und geleitet.